# Massacre de Fort Mystic
Guerre des Pequots
Le massacre de Fort Mystic est un épisode de la guerre des Pequots qui eut lieu le 26 mai 1637. Des colons anglais menés par les capitaines John Mason et John Underhill (en) et leurs alliés narragansetts et mohegans ont attaqué et incendié un village fortifié pequot situé à proximité de la Mystic River dans le Connecticut.

## Déroulement de la bataille

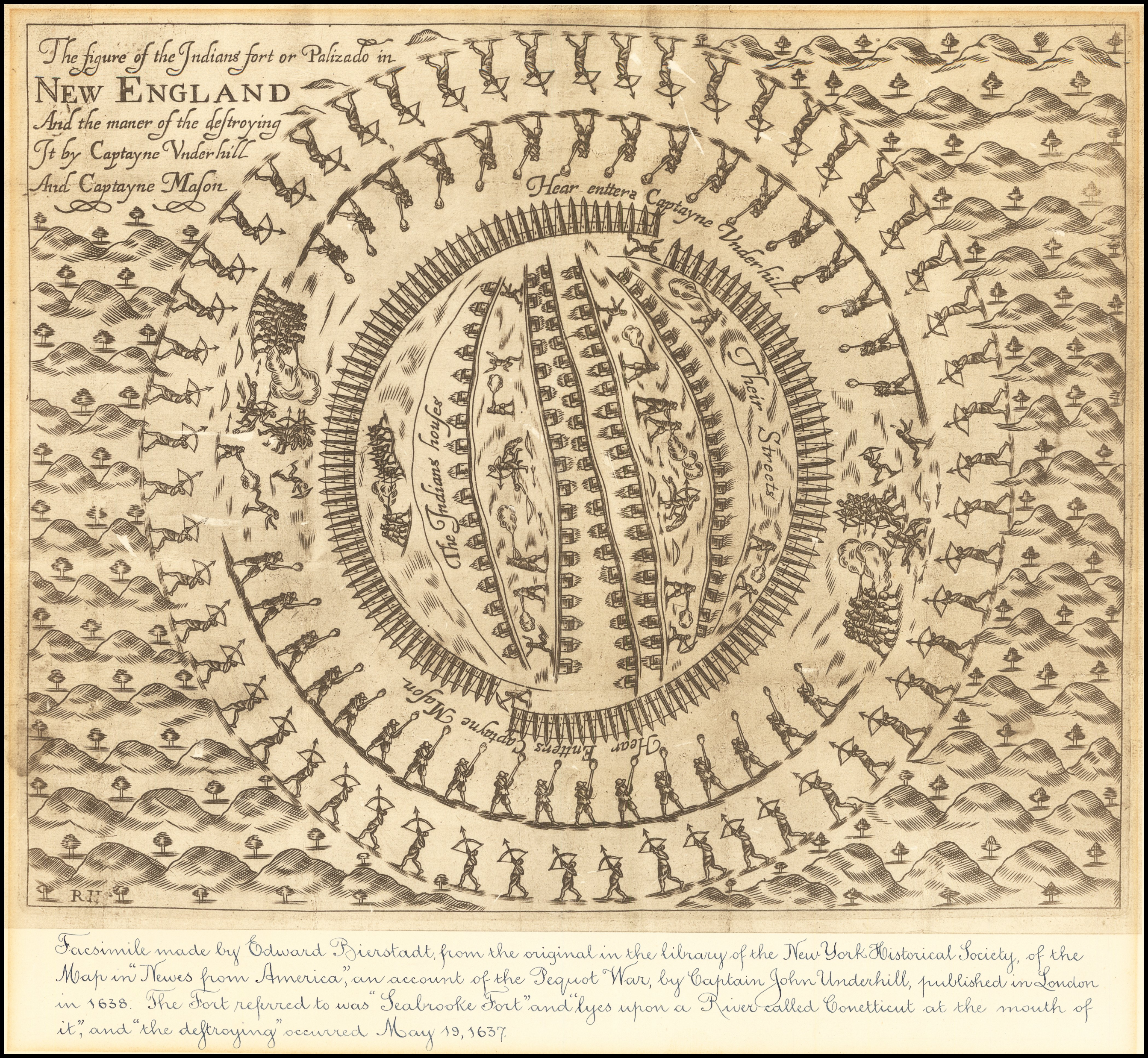
Gravure représentant l'attaque de Fort Mystic.

La nuit du 26 mai 1637, les forces coloniales arrivent au village des Pequots, près de la Mystic River. Une attaque surprise est tentée, mais se heurte à une forte résistance des Pequots. La palissade entourant le village n'ayant que deux issues, le capitaine Mason donne alors l'ordre de mettre le feu au village et de bloquer les deux sorties, emprisonnant les Pequots. Ceux qui essayent de grimper par-dessus la palissade sont abattus. Ceux qui parviennent à passer sont achevés par les Narragansetts. Entre 400 à et 900 Pequots sont morts brûlés vifs, pour la plupart des femmes, des enfants et des hommes âgés. Voici le récit qu’en fait le père pèlerin William Bradford :

« Ceux qui avaient échappé au feu furent tués par l’épée, certains littéralement taillés en pièces, d’autres pourfendus à coups de rapière, de sorte qu’on put les achever rapidement et que très peu parvinrent à s’échapper. On estime en avoir détruit environ 400, en cette occasion. C’était donc un spectacle horrible que de les voir rôtir dans le feu, de même que de voir les flots de sang se répandre partout, et tout aussi horrible étaient ces odeurs et cette puanteur. Mais la victoire sembla un doux sacrifice et ils en firent louange à Dieu qui avait œuvré si miraculeusement pour eux, leur permettant d’enserrer leurs ennemis dans leur emprise et d’arracher si rapidement une victoire sur un ennemi aussi fier et insultant. »